# Chandra North

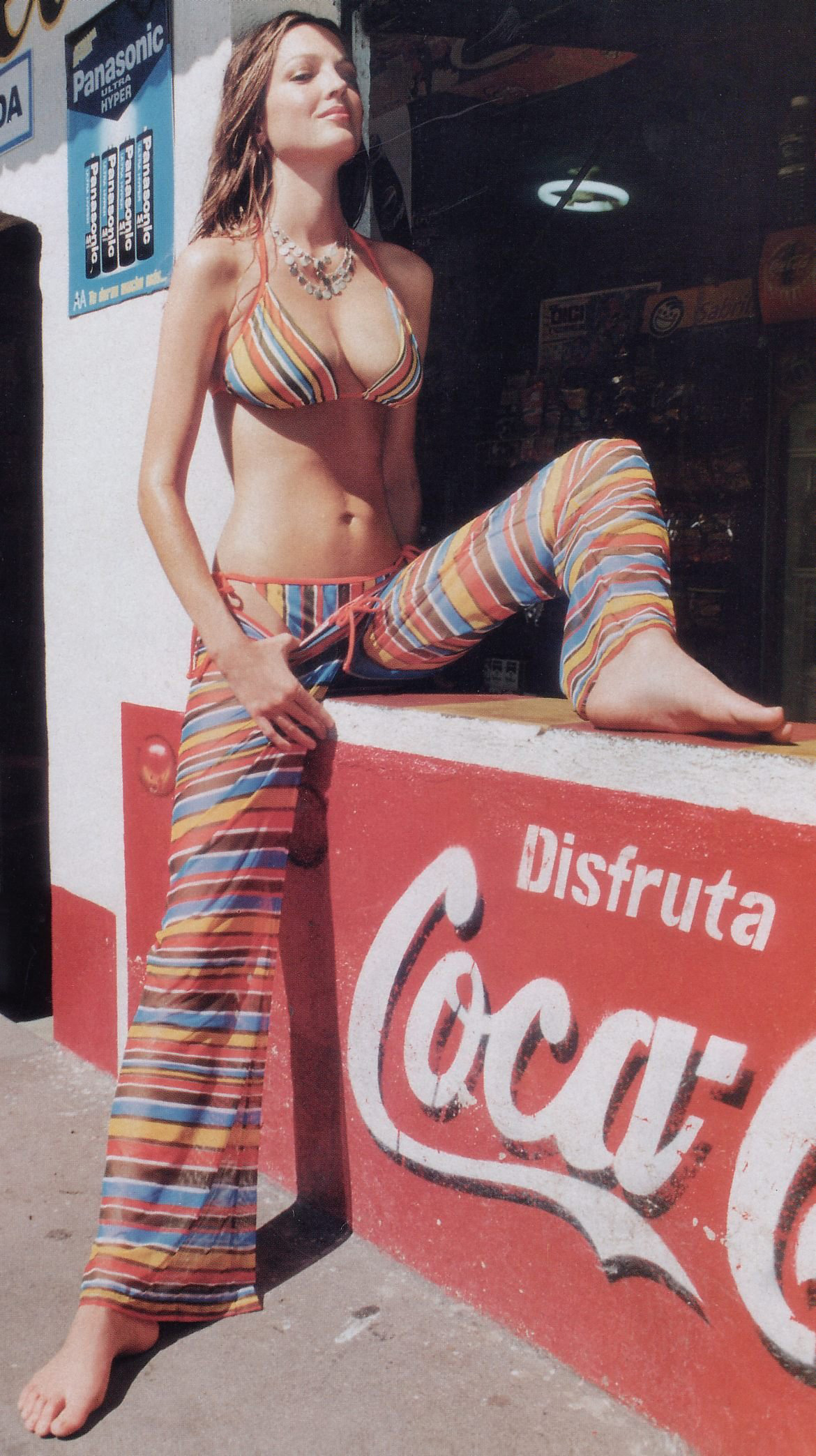
Chandra North (2009)

Chandra North (* 31. Juli 1973 in Dallas, Texas) ist ein US-amerikanisches Model.

## Karriere
North besuchte die Southern Methodist University. Während dieser Zeit wurde sie von einem Modellscout entdeckt. Danach bekam sie ihre ersten Aufträge als Fotomodell auf lokaler Ebene.
1991 zog sie von Texas nach New York City, um eine Karriere als Tänzerin zu beginnen. Allerdings musste sie wegen Modelengagements nach Paris. Sie schaffte es nicht, sich in Europa zu etablieren und kehrte nach New York City zurück. Durch Kontakte ihres zukünftigen Ehemanns, kam sie zu noch mehr Aufträgen.
Ein Fotoshooting 1995 für die Sports Illustrated Swimsuit Edition in einem Gras Bikini brachte ihr noch mehr Aufträge ein, u. a. für Alberta Ferretti, Versace, Saks Fifth Avenue, Givenchy, J.Crew, Valentino, Chanel und Banana Republic. Sie lief für Christian Dior, DKNY und Chanel auf Modeschauen und war auf dem Cover von Vogue, Elle, Marie Claire und Harper’s Bazaar.
Für Victorias Secret arbeitete sie 1998 in einer Fashion Show. 1999 wurde North im Pirelli-Kalender vorgestellt. Derzeit wird sie von DNA Model Management, FM Model Agency und Kim Dawson Agency beschäftigt. 2000 brachte sie einen Sohn zur Welt. 2012 war North Print-Modell für Shiseido anlässlich des 140. Jubiläums.